# Пластун Ігор Володимирович
І́гор Володи́мирович Пласту́н (нар. 20 серпня 1990, Київ, Українська РСР, СРСР) — український футболіст, захисник бельгійського клубу «Ейпен». Грав за збірну України.

## Клубна кар'єра
Вихованець київської футбольної школи «Зміна-Оболонь», до якої прийшов у 8-річному віці.
У липні 2007 року 16-річний гравець почав залучатися до складу команди «Оболонь-2», що грала у Другій лізі чемпіонату України. У жовтні того ж року дебютував в матчах головної команди «Оболоні» у першій лізі чемпіонату. За два роки «пивовари» повернулися до елітного дивізіону української футбольної першості, а 17 жовтня 2009 року молодий гравець дебютував у матчах української Прем'єр-ліги, вийшовши на заміну в програному матчі проти київського «Динамо» (1:2).
З початку сезону 2010-11 Ігор Пластун, який до того здебільшого виходив на заміну, став незмінним гравцем центру захисту «Оболоні».
За результатами сезону 2011-12 «Оболонь» втратила місце в елітному дивізіоні українського футболу, проте Пластун продовжив виступи у Прем'єр-лізі, уклавши контракт з львівськими «Карпатами».
6 червня 2016 року став гравцем болгарського «Лудогорця», з яким протягом двох сезонів двічі вигравав чемпіонат Болгарії.
У 2018 році уклав чотирирічний контракт з бельгійським «Гентом». Пластун провів 61 матч чемпіонату Бельгії у складі «буйволів», записавши до свого активу 4 голи.
11 червня 2021 року пластун після трирічної перерви повернувся до «Лудогорця», з яким втретє став чемпіоном Болгарії.

## Виступи у збірних
У березні 2010 року увійшов до складу юнацької збірної України (U-20), яка почала підготовку до відбірного циклу молодіжного чемпіонату Європи 2013 року. У складі цієї збірної у серпні 2010 року взяв участь у матчах Турніру пам'яті Валерія Лобановського.
З жовтня 2010 року по літо 2012 року зіграв 6 матчів за молодіжну збірну України.
Восени 2018 року Пластуна викликали до лав національної збірної України. 16 листопада 2018 року Пластун дебютував в її складі, вийшовши на заміну замість травмованого Сергія Кривцова на 76-й хвилині заключної гри Ліга націй УЄФА проти збірної Словаччини.

## Досягнення
Чемпіонат Болгарії:
- Чемпіон (4): 2016-17, 2017-18, 2021-22, 2022-23

Суперкубок Болгарії:
- Володар (2): 2021, 2022

Кубок Болгарії:
- Володар (1): 2022-23

## Критика
Пластун в інтерв'ю порталу Tribuna.com висловив думку, що російсько-українська війна є через те, що «верхівки, нечистоти вирішують свої глобальні корупційні схеми, через які страждають звичайні прості люди», на що користувачі сайту відреагували неоднозначно. Також велику порцію критики гравець отримав за вислів про футболістів, які їдуть грати за російські клуби під час війни на сході України:
|  | ...Які зарплати отримують футболісти в наших кращих клубах? За 5 тисяч гривень? Про це ми не будемо говорити. Краще будемо говорити, які ми молодці, як розвиваємо футбол і як йдемо до Європи. А на те, що на поверхні, будемо закривати очі. А потім будемо звинувачувати пацанів, які поїхали в Росію грати в футбол. Це маски. Ось вони на найвищих чинах... ...Говорити про Росію з прицілом, що там мені більше грошей заплатять ... Зараз точно знаю, що я б не хотів грати ні в Росії, ні в Україні. А як було або як буде через якийсь час, не можу... ...Зараз це невиклик в збірну, так. Але крім виклику і невиклику в збірну є в житті багато інших тем, потреб. Не тільки у мене і в моєї родини, а й у навколишніх людей. Тут цілий комплекс, який спонукає того чи іншого футболіста приймати рішення про перехід в Росію.Оригінальний текст (рос.) ...Какие зарплаты получают футболисты в наших лучших клубах? По 5 тысяч гривен? Про это мы не будем говорить. Лучше будем говорить, какие мы молодцы, как развиваем футбол и как идем к Европе. А на то, что на поверхности, будем закрывать глаза. А потом будем обвинять пацанов, которые поехали в Россию играть в футбол. Это маски. Вот они на самых высоких чинах... ...Говорить о России с прицелом, что там мне больше денег заплатят... Сейчас точно знаю, что я бы не хотел играть ни в России, ни в Украине. А как было или как будет через какое-то время, не могу... ...Сейчас это невызов в сборную, да. Но помимо вызова и невызова в сборную есть в жизни много других тем, потребностей. Не только у меня и у моей семьи, а и у окружающих людей. Здесь целый комплекс, который побуждает того или иного футболиста принимать решение о переходе в Россию. |